# Границя (теорія категорій)
Границя в теорії категорій — поняття, що узагальнює властивості таких конструкцій, як добуток, розшарований добуток і проективна границя. Двоїстим до границі є поняття кограниці, що узагальнює властивості таких конструкцій, як диз'юнктне об'єднання, кодобуток, розшарований кодобуток і індуктивна границя.

## Означення
Поняття границі і кограниці вводяться за допомогою діаграм. Діаграмою типу J в категорії C називається функтор:
F: J → C.
Найбільший інтерес представляє випадок, коли J є малою або скінченною категорією. У цьому випадку діаграма J називається малою або скінченною. 
Категорію J можна сприймати як індексну, об'єкти якої індексують об'єкти категорії C подібно до того, як для послідовностей натуральні числа індексують елементи деякої множини. У випадку категорій проте у індексній категорії також задані деякі морфізми між об'єктами, які функтор переводить у морфізми між індексованими об'єктами.
Нехай F — діаграма типу J в категорії C. Конусом у F називається об'єкт N в C разом з сім'єю морфізмів ψ  X : N → F(X), індексованих об'єктами X діаграми J, такий що для будь-якого морфізма f: X → Y в J  також F(f) o ψX = ψY.
Границею діаграми F: J → C називається конус (L, φ) в F такий, що для будь-якого конуса (N, ψ) у F існує єдиний морфізм u: N → L, такий що φX o u = ψX для всіх X в J.
Аналогічним чином дається означення поняття кограниці — потрібно лише обернути всі стрілки у комутативній діаграмі. Більш детально:
Коконус діаграми F: J → C — об'єкт N категорії C разом з сім'єю морфізмів:
ψ X: F(X) → N
для кожного X в J, такий, що для будь-якого морфізма f: X → Y в J виконується ψ YoF(f) = ψX.
Кограницею діаграми F: J→C називається коконус (L, φ) такий , що для будь-якого іншого коконуса (N, ψ) існує єдиний морфізм u: L → N, такий, що uoφ X = ψ X для всіх X в J.
Як і будь-які універсальні об'єкти, границі і кограниці не завжди існують, але якщо існують, то визначені з точністю до ізоморфізму.

## Приклади границь
У прикладах розглядається границя (L, φ) діаграми F: J → C.
- Термінальні об'єкти. Якщо J — порожня діаграма, в C існує тільки одна діаграма типу J — порожня. Конус в порожню діаграму не може складатися більш ніж з одного елемента. Границею F є об'єкт, в який існує єдиний морфізм з будь-якого об'єкта, тобто термінальний об'єкт.
- Добутки. Тут J — дискретна категорія (без неодиничних морфізмів), діаграмою типу J є сім'я об'єктів C і границя — їх добуток разом з проєкціями на множники.
- Вирівнювач. Тут J — категорія з двох об'єктів і двох паралельних морфізмів, тоді діаграмою типу J є два паралельних морфізма у в C і границя  їх вирівнювач.
  - Ядро — окремий випадок вирівнювача, де один з морфізмів є нульовим морфізмом.
- Розшарований добуток. Тут J складається з трьох об'єктів і морфізмів з першого і другого об'єктів у третій.
- Якщо J — категорія з одного елемента і тотожного морфізма, то границею є той об'єкт, в який відображається J.
- Топологічні границі. Границі функцій — окремий випадок границь фільтрів, які є пов'язані з категорними границями. В заданому топологічному просторі X розглянемо F — множину фільтрів на X, точку x ∈ X, V(x) ∈ F — фільтр околів x, A ∈ F — деякий конкретний фільтр і {\displaystyle F_{x,A}=\{G\in F\mid V(x)\cup A\subset G\}} — множину фільтрів, що є тоншими, ніж A і сходяться до x. На фільтрах F можна задати структуру категорії, сказавши, що стрілка A → B існує тоді і тільки тоді, коли A ⊆ B. Вкладення {\displaystyle I_{x,A}:F_{x,A}\to F} стає функтором і виконується твердження:
x — топологічна границя A тоді і тільки тоді, коли A — категорна границя {\displaystyle I_{x,A}}. [1]

## Властивості

### Існування
Категорія має границі типу J, якщо будь-яка діаграма типу J має границю.
Категорія називається повною, якщо вона має границю для будь-якої малої діаграми (тобто діаграми, елементи якої утворюють множину). Аналогічно визначаються скінченно повні і коповні категорії.
Наприклад категорія множин Set є повною. Границею діаграми J є множина:
{\displaystyle \{(x_{i})_{i\in J}|x_{i}\in F(J)\;\forall i\in J\;\land \;Fu(x_{i})=x_{j}\;\forall u\in \operatorname {Hom} (i,j).\}}
Згідно теореми про існування границь, якщо у категорії C існують усі вирівнювачі і всі добутки проіндексовані Ob(J) і Hom(J), тоді у C існують усі границі типу  J. Границя діаграми F : J → C може бути записана як вирівнювання двох морфізмів
{\displaystyle s,t:\prod _{i\in \operatorname {Ob} (J)}F(i)\rightrightarrows \prod _{f\in \operatorname {Hom} (J)}F(\operatorname {cod} (f))}
заданих у компонентній формі як
{\displaystyle {\begin{aligned}s&={\bigl (}F(f)\circ \pi _{F(\operatorname {dom} (f))}{\bigr )}_{f\in \operatorname {Hom} (J)}\\t&={\bigl (}\pi _{F(\operatorname {cod} (f))}{\bigr )}_{f\in \operatorname {Hom} (J)}.\end{aligned}}}
Справедливою також є двоїста теорема про існування кограниць у термінах ковирівнювачів і кограниць.

### Універсальна властивість
Розглянемо категорію C з діаграмою J. Категорію функторів C J можна вважати категорією діаграм типу J в C. Діагональний функтор {\displaystyle \Delta :{\mathcal {C}}\to {\mathcal {C}}^{\mathcal {J}}} — функтор, що відображає елемент N категорії C в постійний функтор Δ(N): J → C, що відображає все в N.
Для даної діаграми F: J → C (що розглядається як об'єкт C J), натуральне перетворення ψ: Δ(N) → F (що розглядається як морфізм категорії CJ) — те ж саме, що конус з N в F. Компоненти ψ — морфізми ψ X: N → F(X).
Означення границь і кограниць можна переписати як:
- границя F — універсальна стрілка з Δ в F.
- кограниця F — універсальна стрілка з F в Δ.

## Функтори і границі
Функтор G: C → D індукує відображення з Cone(F) в Cone(GF). 
G зберігає границі в F, якщо (GL, Gφ ) — границя GF, коли (L, φ) — границя F. Функтор G зберігає всі границі типу J, якщо він зберігає границі всіх діаграм F: J → C. Наприклад, можна говорити, що G зберігає добутки, вирівнювачі і т. д. 
Неперервний функтор — функтор, який зберігає всі малі границі. Аналогічні означення вводяться для кограниць.
Важливою властивістю спряжених функторів є те, що кожен правий спряжений функтор є неперервним і кожен лівий спряжений функтор є конеперервним.
Функтор G: C → D піднімає границі для діаграми F: J → C якщо з того, що (L, φ) — границя GF випливає, що існує границя (L ', φ') в F, така що G(L, φ) = (L, φ) . Функтор G піднімає границі типу J, якщо він піднімає границі для всіх діаграм типу J. Існують двоїсті означення для кограниць.